# 維德拉魯湖
45°23′N 24°38′E / 45.383°N 24.633°E

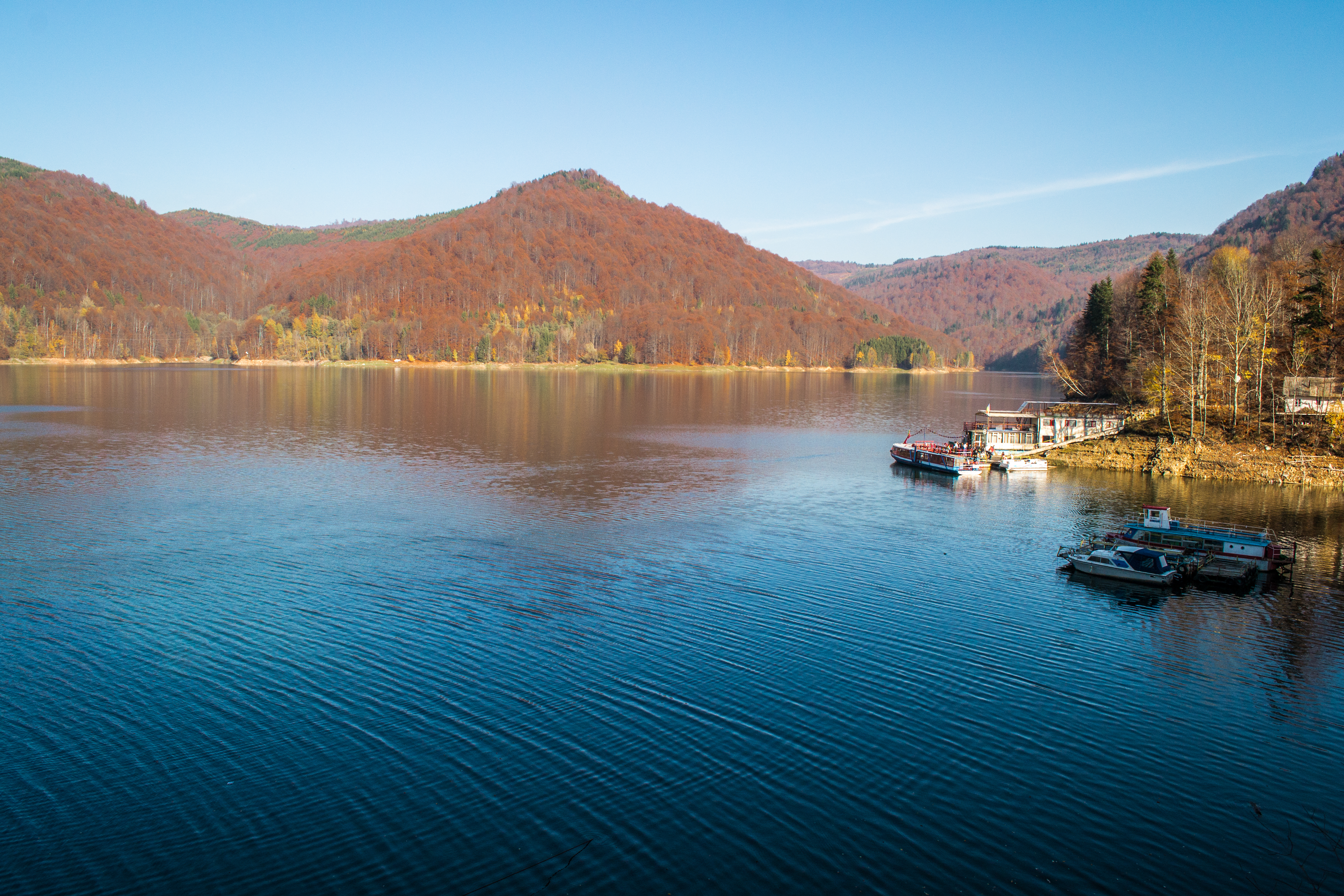
維德拉魯湖

3D電腦立體圖

維德拉魯湖（羅馬尼亞語：Lacul Vidraru）是羅馬尼亞的人工湖，屬於阿爾傑什河流域的一部分，始建於1965年，長10.3公里、寬1.4公里，面積9平方公里，海拔高度830米，最大水深155米，蓄水量4.7億立方米。